# ОШ „Светислав Мирковић Ненад” Мала Плана
ОШ „Светислав Мирковић Ненад” у Малој Плани је једна од установа основног образовања на територији града Прокупља. Прва школа у насељу почела је са радом 1908. године, која је У почетку је радила као четвороразредна, затим као гимназија, да би касније прерасла у потпуну основну школу.
Од 1974. године школи у Малој Плани су припојене основне школе у Крушевици и Прекадину, које су укинуте због малог броја ученика и спровођења рационализације на нивоу града Прокупље. У каснијем периоду ова школа се налазила у саставу РО „Топлички партизани”, да би у септембру 1991. године, пошто је укинута РО прихватила у свом саставу основне школе у Тулару и Великој Плани.
Од школске 2011/2012. године настава и рад се одвијају у новој школској згради која се налази у центру села на месту старе школске зграде која је порушена.